# Muhlenbergia cuspidata
Muhlenbergia cuspidata är en gräsart som först beskrevs av John Torrey, och fick sitt nu gällande namn av Per Axel Rydberg. Muhlenbergia cuspidata ingår i släktet muhlygräs, och familjen gräs. Inga underarter finns listade i Catalogue of Life.

## Bildgalleri

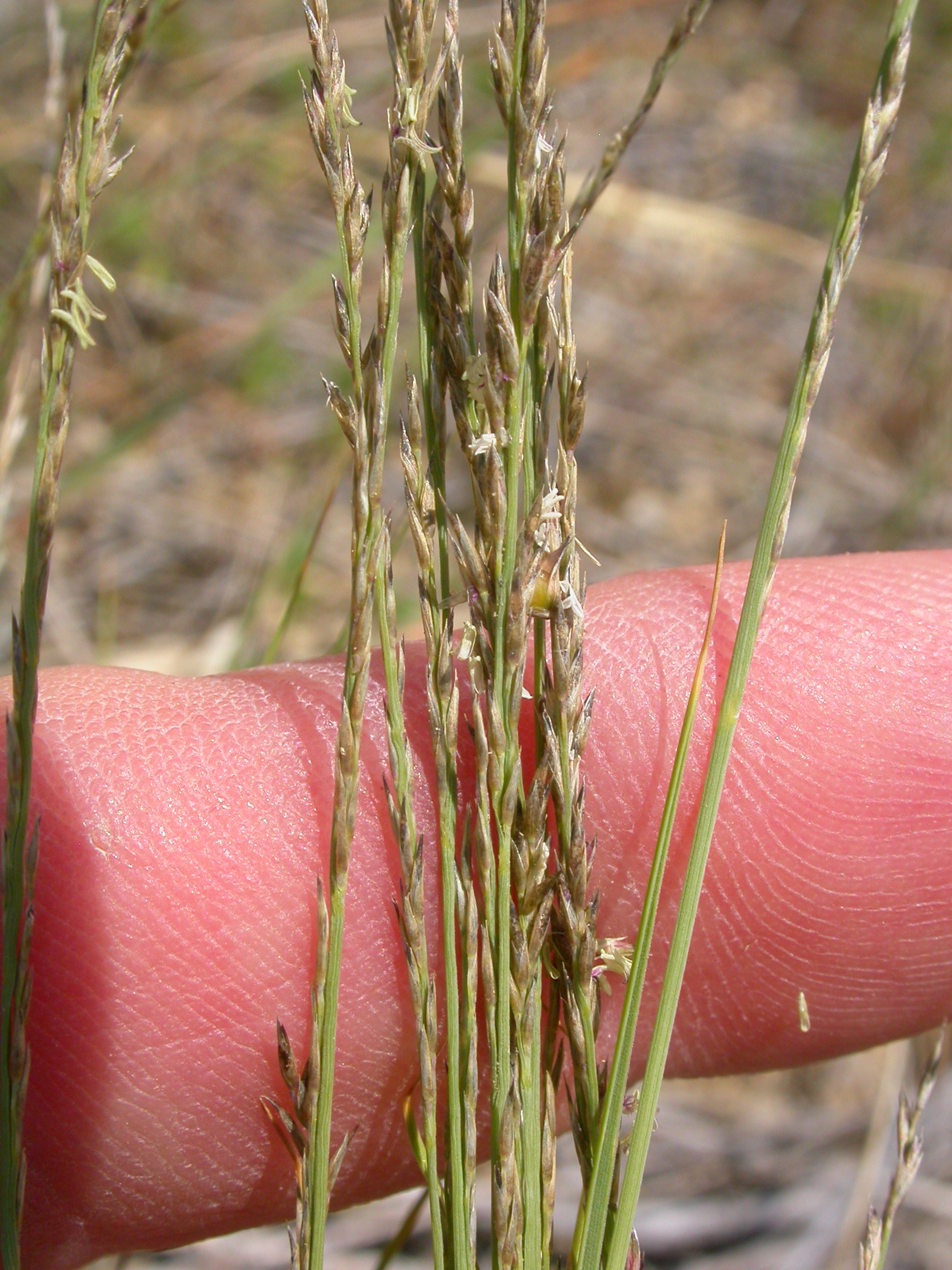
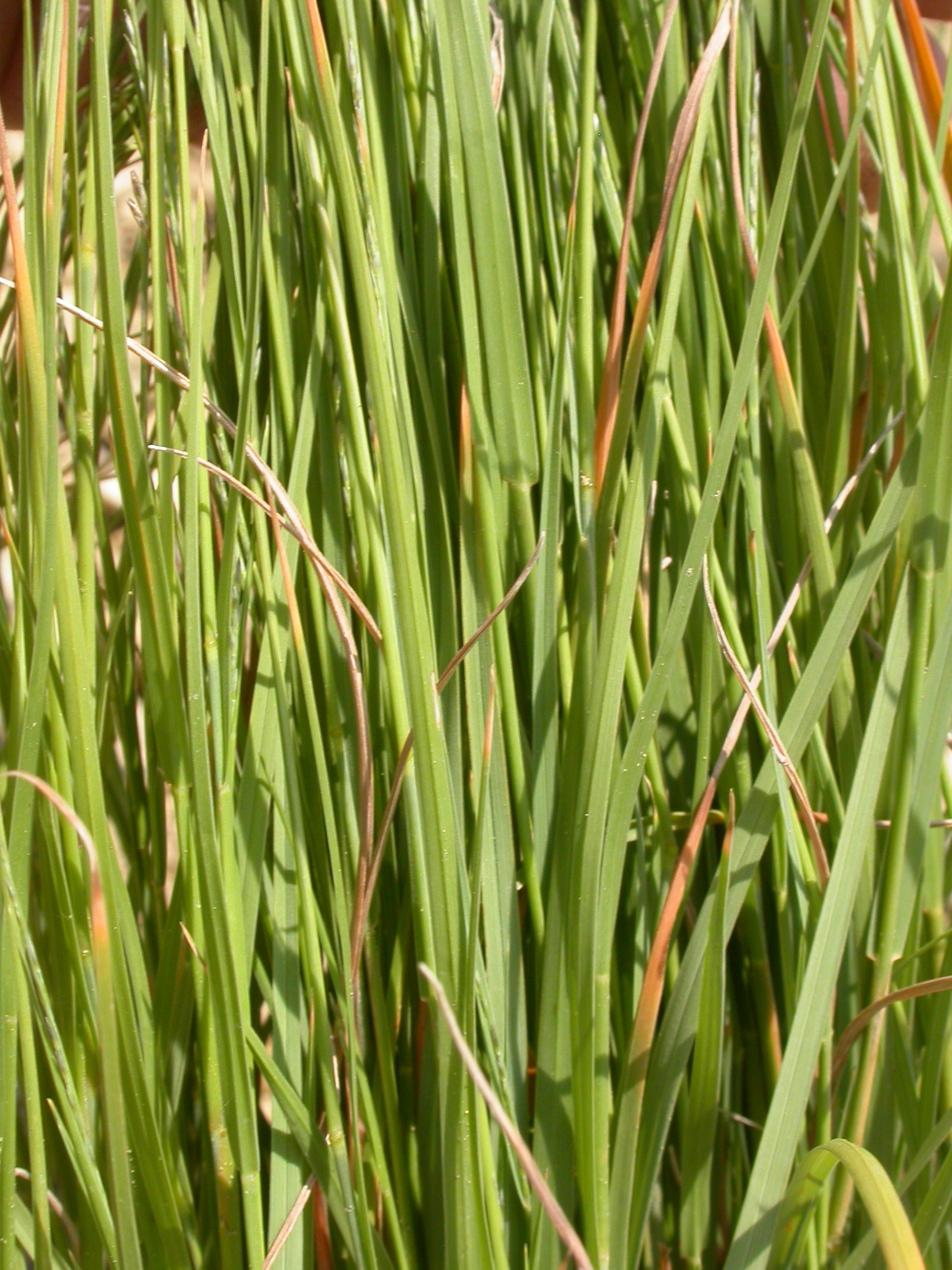
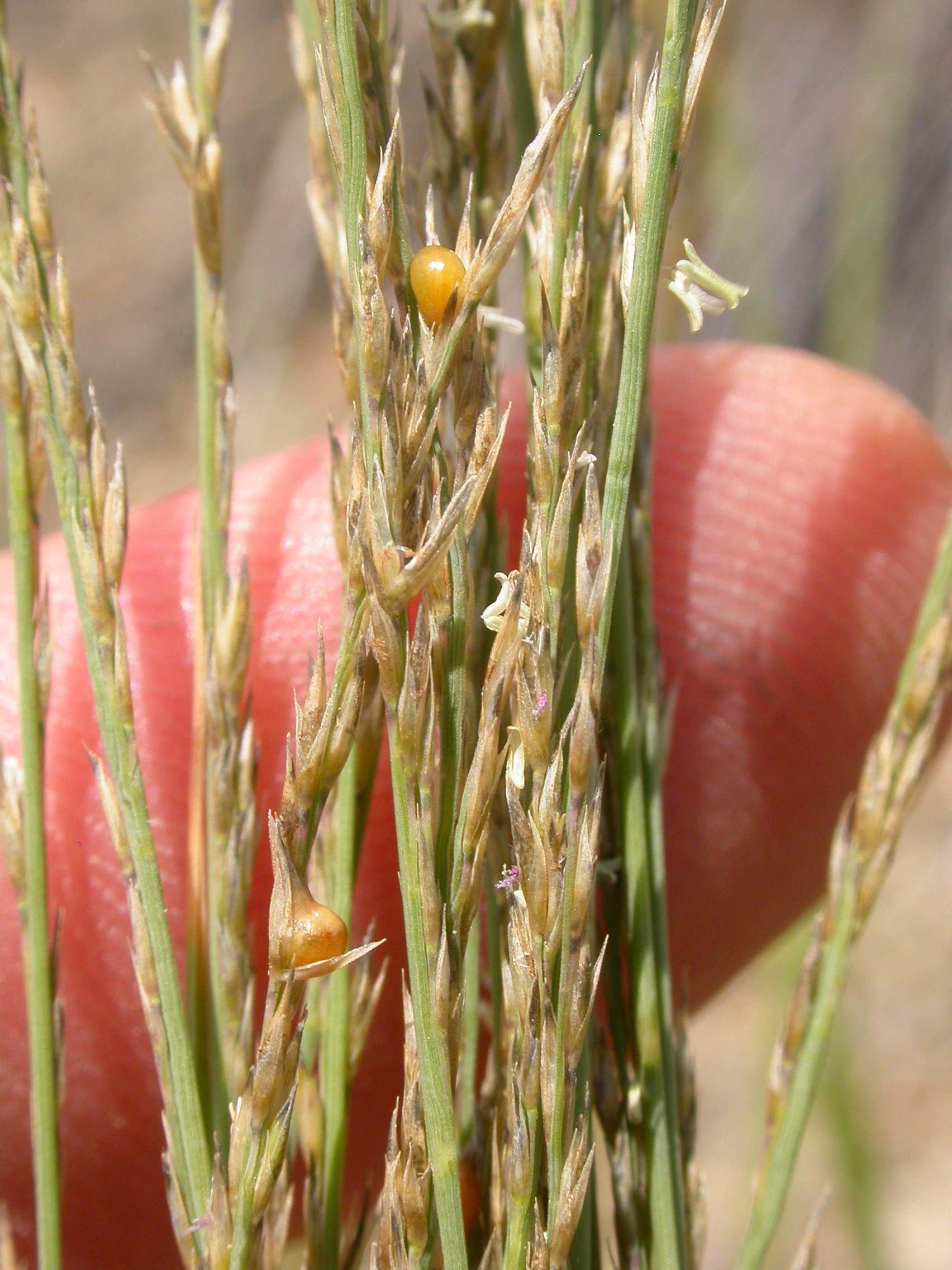
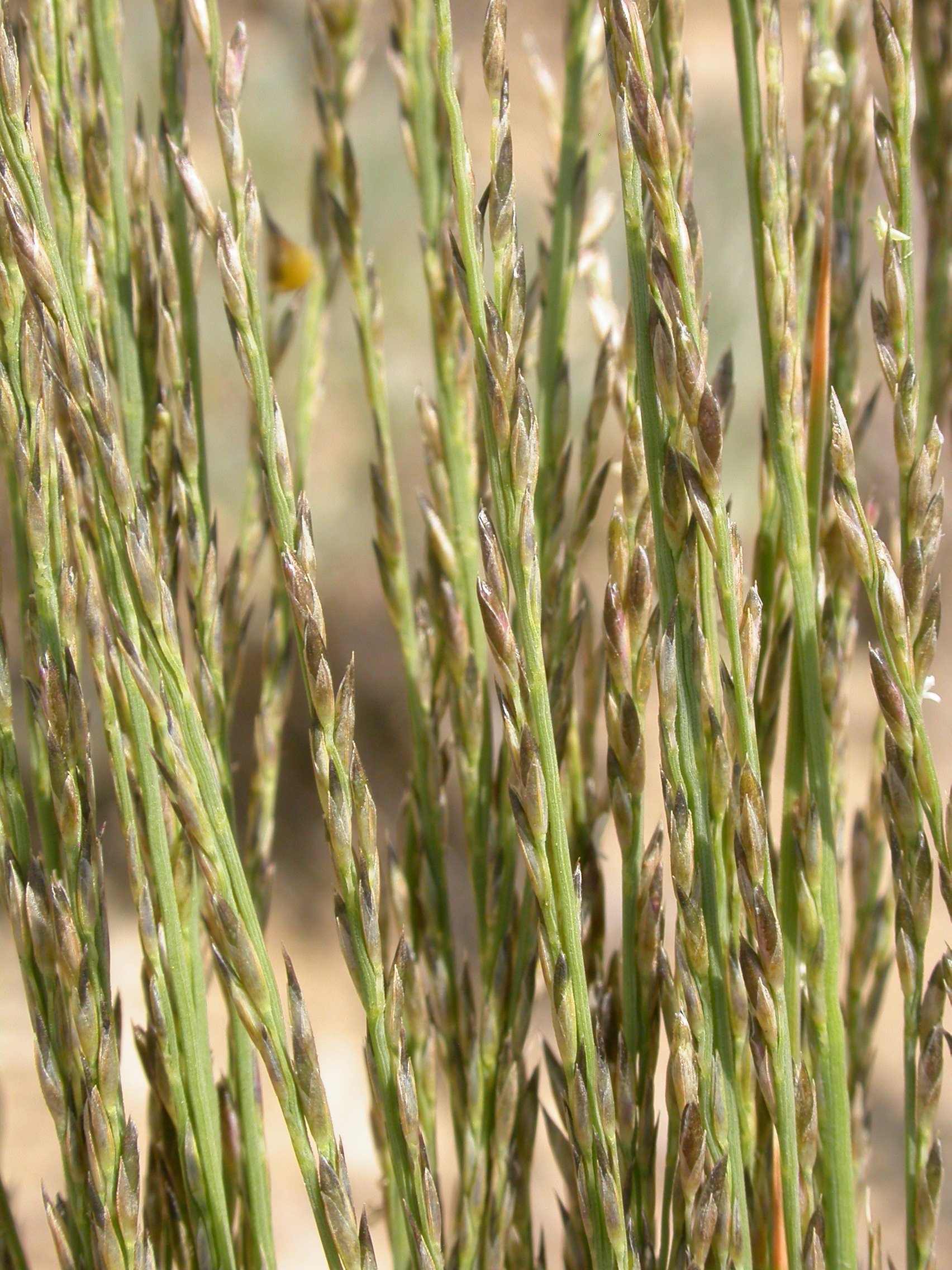